# グリッドシーカー
グリッドシーカー
- タイトーのシューティングゲーム。本項で解説。
- Windows向け動画および音声ファイルの複数同時再生ソフトウェア。現在公式サイト(members.tripod.co.jp/risingblue/)が消失しているのでダウンロード不可。（窓の杜による紹介）

『グリッドシーカー』(GRID SEEKER –PROJECT STORM HAMMER–) は、1992年にタイトーより発売された業務用縦スクロールシューティングゲーム。
『タイガーヘリ』（東亜プラン）や『雷電』（セイブ開発）の流れを汲むボンバー型縦スクロール・シューティングゲーム。8方向レバー、ショットとボンバーの2ボタン。2人同時プレイ可能。全7ラウンド構成。
1991年に実際勃発した「湾岸戦争」から8年後の、1999年8月に再度勃発した「第二次湾岸戦争」という架空の設定で、資源の略奪を目的に隣国に侵攻してきたとある中東の大国を、同国が開発した世界を滅亡させるほどの威力をもつ最終兵器とともにプレイヤーである多国籍軍が制圧しに行くというストーリー。戦闘機や戦車などのグラフィックの多くは第二次世界大戦以降使用されているものをモチーフにしている。
このゲームの大きな特徴は「ボンバーの補充はアイテム取得に依らない」ところであり、自機に常時付随している「グリッド」と呼ばれるオプションに敵の弾を吸収し続けることでボンバー補充を行うという斬新なシステムを採用している。「グリッド」は無敵で何度敵の弾を受けても壊れることはなく、時として自機のバリアとして用いることができる。
2005年7月28日に発売されたPlayStation 2用ソフト『タイトーメモリーズ 上巻』へ収録されたものが家庭用ゲーム機への初移植である。

## システム

### 自機
プレイヤーはゲームスタートまたはコンティニュー時に移動速度・攻撃範囲・命中(被弾)判定の異なる3種類の機体から1種を選択し、「グリッド」を付随して出撃する。
- “FIGHTER” F-14X／SPEED：A・ATTACK：C
可変翼の艦上戦闘機。移動速度は3機中で最も速く、機動力を生かした戦いができる。ショットは前方集中型で、最強段階では高い威力を発揮する。
- “ATTACKER” AH-64F／SPEED：B・ATTACK：B
戦闘ヘリコプター。移動速度、攻撃範囲とも中間でバランスの取れた機体。ショットは中範囲拡散型だが、威力はやや弱い。
- “BOMBER” B-2AT／SPEED：C・ATTACK：A
ステルス型戦闘機。移動速度は3機中で最も遅いが、ショットは扇状に広範囲に拡散し、多くの敵を一度に攻撃できる。機体が大きいため、当たり判定はやや大きい。

### グリッド
グリッドとは、自機に常時2個付随しているオプションである。自機のメインショットとは別に、サブショットはグリッドから発射される。ショットボタンを押しながらレバーを上下することでグリッドの位置を任意に変更できる。グリッドが敵弾を受けるとPOWゲージが上昇して、敵弾を8発受ける毎にゲージがフルになりボンバーのストックが1個追加される。グリッドが受けられる敵弾は紫色の弾のみ。耐久力の低いザコ敵に対してもグリッドをぶつけることで破壊できる。ボンバーのストックは最高4個。4個ストック中にグリッドで敵弾を受けた場合、敵弾を7発受けた時点でゲージの上昇はストップする。フルストックフルゲージの状態でボンバーを発射しても、1発敵弾をグリッドに受けさせるだけですぐにボンバーストックが1個追加できる。ボム4個とゲージMAX同時でステージをクリアするとスペシャルボーナスとして50000点が加算される。

## アイテム
特定の敵を破壊することで出現するアイテムには以下の種類がある。
- P（パワーアップ）
取ると自機のショットが1段階パワーアップされる。最高7段階まで。フルパワー時に取ると1つにつき1000点が加算される。
- G（グリッド）
グリッドから発射されるサブショットと、ボンバーのタイプを変更する。出現してから時間経過で赤→青→緑→黄→赤と色が変わる。
  - 赤G（RED GRID）
サブショット「ハイパーバルカン」：グリッドから2連射のショットを発射
ボンバー「ニュークリア」：自機を中心に爆風が円状に拡散し敵、敵弾を巻き込む。
  - 青G（BLUE GRID）
サブショット「カッターレーザー」：グリッドから単発の貫通ショットを発射。
ボンバー「ギガボルトレーザー」：前方に超強力なレーザービームを発射。
  - 緑G（GREEN GRID）
サブショット「マルチサイト」：グリッドから敵を自動追尾するショットを発射。
ボンバー「ツインドラグーン」：龍のようなエネルギー物体が飛び出し、画面上を駆け回り敵や敵弾を消す。
  - 黄G（YELLOW GRID）
サブショット「ファイアーブラスター」：グリッドから射程の短い爆風を発するショットを発射。
ボンバー「チェーンリアクター」：自機の前方で爆風が拡がり、敵を巻き込むと更に爆風が拡がっていく。
- H（ヘルパー）
ラウンド1、3、5で出現、取ると友軍の爆撃の後に援護機が現れて、ともにショットで攻撃してくれる。援護機には耐久力があり、ある程度敵の攻撃を受けると墜落する。ラウンド1、3は中型戦闘ヘリ、ラウンド5は大型爆撃機となっている。援護機を墜落させずにラウンドクリアするとスペシャルボーナスとして50000点が加算される。

## エリア構成・BGM
| 場面またはステージ名  | BGM                                                         | ボス | 備考 |
| --------------------- | ----------------------------------------------------------- | --- | --- |
| プレイヤーセレクト    | Stand by... '99                                             | | |
| ROUND 1：森林         | Grid Seeker                                                 | 多脚式大型戦車 タランテラI                                                                                      | |
| ROUND 2：雪原の渓谷   | Northern Base（ステージ） Mad Machine（ボス）               | 特殊機動重戦車 トリオビット                                                                                     | |
| ROUND 3：海洋         | D-Lagoon（ステージ） Air Dancin'!（ボス）                   | 大型原子力潜水空母 キャトルフィッシュ                                                                           | 後半は敵の前哨基地が現れる。                                                                                                |
| ROUND 4：都市         | Grid Seeker                                                 | 超大型戦車 ランドクラーケン                                                                                     | |
| ROUND 5：夜間都市上空 | Stardust（ステージ） Air Dancin'!（ボス）                   | モスキート | 高高度の夜間戦闘エリア。背景に地上の明かりが星のように拡がる。                                                              |
| ROUND 6：荒地         | So High（ステージ） Mad Machine（ボス）                     | スタッグビートル                                                                                                | |
| ROUND 7：敵要塞内部   | Grid Seeker -Wings of Darkness-（ステージ） Lucifer（ボス） | 多脚式大型戦車 タランテラII（グリッド装備型）（中ボス） 戦闘衛星用レーザー兵器 プラネットデストロイヤー（ボス） | 最終エリア。 なお、最終ボスを撃破した場合はグッドエンディング、撃破できずに途中で逃げられた場合はバッドエンディングとなる。 |
| ネームエントリー      | The Ruins                                                   | | |
| ネームエントリー      | Thank You for･･･                                            | | ゲーム未収録。 |
| エンディング          | Grid Seeker -Over There-                                    | | |

## 音楽
作、編曲は古川典裕（中山上等兵）が担当。古川は本作の開発当時、ハイハットは常時使うものだとは認識していなかったとライブイベント「THE SHOOTING!! #1」の中で明かしている。
- GRID SEEKER／ポニーキャニオン（サイトロンG.S.M.1500シリーズ）PCCB-00131

オリジナルBGM13曲、ボイスコレクション、河本圭代(TAMAYO)による「Grid Seeker」のアレンジ1曲が収録されている。ゲーム内でカットされた「Grid Seeker」および「Grid Seeker -Wings of Darkness-」のイントロ部も収録。
- GRID SEEKER -The Dictator of Justice-／ZUNTATA RECORDS ZTTL-0040

イメージアルバム。アレンジ11曲。
- GRID SEEKER ORIGINAL SOUND TRACK／ZUNTATA RECORDS ZTTL-9050

インターネット配信のみ。「タイトーレトロゲームミュージックコレクション1 シューティングクラスタ」(ティームエンタテインメント)に収録されたものと同内容の、オリジナル基板から新規録音したBGM14曲を収録。ポニーキャニオン版サウンドトラックと違い「Signature ~ Credit」と「Player Select (Stand by... '99)」が別トラックで収録されている他、ボイスコレクションとアレンジBGMは収録されていない。

## 移植版
| No. | タイトル                                 | 発売日                                              | 対応機種                           | 開発元                                                | 発売元                                | メディア | 備考                                                   |
| --- | ---------------------------------------- | --------------------------------------------------- | ---------------------------------- | ----------------------------------------------------- | ------------------------------------- | -------- | ------------------------------------------------------ |
| 1   | タイトーメモリーズ 上巻                  | 2005年7月28日                                       | PlayStation 2                      | タイトー                                              | タイトー                              | DVD-ROM  |                                                        |
| 2   | Taito Legends 2                          | 2006年3月31日 2007年5月16日 2007年7月10日 (Windows) | PlayStation 2 Xbox(EUのみ) Windows | Empire Interactive(Xbox,PC) Mine Loader Software(PS2) | Empire Interactive(PAL) Destineer(NA) | DVD-ROM  |                                                        |
| 3   | タイトーメモリーズ 上巻 TAITO BEST       | 2006年7月6日                                        | PlayStation 2                      | タイトー                                              | タイトー                              | DVD-ROM  | 廉価版                                                 |
| 4   | タイトーメモリーズ 上巻 エターナルヒッツ | 2007年6月28日                                       | PlayStation 2                      | タイトー                                              | タイトー                              | DVD-ROM  | 廉価版                                                 |
| 5   | グリッドシーカー                         | 2022年12月22日                                      | イーグレットツー ミニ              | 瑞起 （本体の開発元）                                 | タイトー                              | SDカード | 別売の追加SDカード「アーケードメモリーズVol1」に収録。 |